# Pedra de Narragansett
La pedra de Narragansett també coneguda com a pedra de Quidnessett, és una llosa de gres de 2.5 tones situada a Rhode Island, Estats Units. Està inscrita amb dues files de símbols, que alguns han indicat semblen caràcters rúnics antics.
La pedra fou robada en 2012. El 26 d'abril de 2013 el Fiscal General de Rhode Island va anunciar que la pedra fou redescoberta després que un individu presentés informació. La roca fou traslladada a l'Escola d'Oceanografia de la Universitat de Rhode Island per ser examinada, però això es va demostrar impossible.
En gener de 2014 es van anunciar plans per traslladar la pedra al Parc Estatal Goddard Memorial a East Greenwich. L'octubre de 2015 la pedra fou posada per a exposició pública a llarg termini a Wickford, un llogaret de North Kingstown Rhode Island.

## Procedència
Es va informar per primer cop de la pedra de Narragansett per la Rhode Island Historical Preservation and Heritage Commission (HPHC) en la dècada de 1980. La New England Antiquities Research Association (NEARA) va realitzar diversos estudis i va publicar una sèrie de treballs en els anys vuitanta i noranta sobre la pedra. Segons NEARA, la pedra va ser descoberta per un cercador de cloïsses el desembre de 1984 mentre cavava als fangs de la badia de Narragansett.
L'HPHC no fou capaç de trobar cap informació sobre la pedra en cap inventari previ de la badia de Narragansett. Van descobrir que ja a principis de 1939, la pedra estava situada a la zona alta i podria haver estat enterrada. Recentment, les inscripcions a la pedra només es veien durant un curt període entre les marees canviants, a causa de la dramàtica erosió del litoral a Pojac Point i el fet que la pedra es posicionava a 20 peus de la línia de marea baixa.
En 2014, Everett Brown de Providence va informar que ell i el seu germà Warren van gravar les runes a la pedra de Quidnessett Rock l'estiu de 1964. Va dir que se n'havia oblidat fins que la pedra fou remoguda i descoberta en 2013. El seu relat ha estat qüestionat per altres persones locals, que afirmen que van veure la pedra abans de 1964, i han desafiat altres elements de les seves declaracions

## Mitjans
La pedra és referida a l'episodi 11 de la primera temporada d' America Unearthed.

## Desaparició i redescobriment
El Consell de Direcció de Recursos Costaners de l'Estat va informar que la pedra havia estat treta de les aigües de la marea cap a Pojac Point entre juliol i agost de 2012. Al maig de 2013, la Unitat de Medi Ambient del Fiscal General de l'Estat i la Unitat d'Investigació Criminal de DEM van anunciar que havien recuperat la pedra.
L'historiador de la ciutat i columnista independent G. Timothy Cranston va dir que un resident de Pojac Point havia traslladat la pedra perquè estava cansat de que els turistes envaïssin el barri i la platja buscant la pedra. Va dir que el governador -que no va ser nomenat- va ordenar que els funcionaris estatals recuperessin la pedra després d'haver-la enfonsat a aigües més profundes de la costa. Després de la recuperació de la pedra, a l'octubre de 2015 es va col·locar per exposició pública a llarg termini a Wickford, un poble de la ciutat de North Kingstown, Rhode Island.